# متمم ششم قانون اساسی ایالات متحده آمریکا

اصل منشور در اداره آرشیو ملی آمریکا

متمم ششم قانون اساسی ایالات متحده آمریکا (به انگلیسی: Sixth Amendment to the United States Constitution) یکی از اصلاحیه‌های منشور حقوق ایالات متحده آمریکا است.
بر طبق این سند:
«در کلیه دادرسی‌های کیفری، متهم از حقوق ذیل برخوردار خواهد بود: حق محاکمه سریع و علنی توسط هیئت منصفهٔ بی طرف ایالت و منطقه‌ای که جرم در آن رخ داده‌است، منطقه مزبور را باید قانون از پیش تعیین کرده باشد، حق آگاهی از ماهیت و دلیل اتهام، حق مواجهه با شهودی که علیه او شهادت می‌دهند، احضار شهود به نفع خود، و حق داشتن وکیل برای دفاع از خود.»

## حق رویارویی
بند رویارویی مقرر می‌دارد «در تمامی تعقیب‌های کیفری، متهم از حق … رویارویی با شهود علیه خود برخوردار است.» این حق فقط در مورد تعقیب کیفری اعمال می‌شود، نه پرونده‌های مدنی یا سایر دادرسی‌ها. به‌طور کلی، این بند به متهم حق می‌دهد با شهودی که در طول دادگاه علیه وی شهادت ارائه می‌کنند مواجههٔ چهره‌به‌چهره داشته باشد. اصلاحیه چهاردهم، حق رویارویی را علاوه بر دولت فدرال، برای ایالت‌ها نیز اعمال می‌کند.
ریشه‌های بند رویارویی را می‌توان هم در حقوق عرفی انگلیس که از حق بازجویی متقابل حمایت می‌کند و هم در حقوق رومی که حق نگاه کردن متهم در چشم اتهام‌زنندگان را تضمین می‌کند، دید. در اشاره به تاریخ طولانی این حق، دادگاه عالی ایالات متحده به اعمال رسولان ۲۵:۱۶ استناد کرده‌است، که در آن پورکیوس فستوس، فرماندار رومی، در مورد رفتار مناسب با زندانی‌اش، پولس رسول، بحث می‌کند: «این در طریقت رومیان نیست که کسی را قبل از اینکه با متهم‌کنندگانش رو در رو شود و به او فرصت داده شود تا از خود در برابر اتهامات دفاع کند، تسلیم مرگ کنند.» این موضوع همچنین در ریچارد دوم شکسپیر، رساله‌ها و قوانین بلک استون ذکر شده‌است.